# Zakaria Nassik
Zakaria Nassik (arab. زكريا نسيك, ur. 1 stycznia 1997) – marokański piłkarz, grający jako lewy obrońca w Wydadzie Casablanca. Młodzieżowy reprezentant kraju.

## Kariera klubowa

### Kawkab Marrakesz
Seniorską karierę rozpoczął w Kawkabie Marrakesz, do którego przeniósł się z Académie Mohammed VI de Football 1 lipca 2016 roku. Zadebiutował tam 28 października 2016 roku w meczu przeciwko JS de Kasba Tadla (zwycięstwo 1:0). Na boisku pojawił się w 67. minucie, zastąpił Mehdiego Moufaddala. Pierwszą asystę zaliczył 28 kwietnia 2018 roku w meczu przeciwko Difaâ El Jadida (porażka 2:5). Asystował przy golu Yassine'a Dahbiego w 4. minucie. W sumie wystąpił w 43 ligowych meczach, w których zaliczył jedną asystę.

### Chabab Mohammédia
2 sierpnia 2019 roku podpisał kontrakt z Chababem Mohammédia. W sezonie 2020/2021 zagrał 15 meczów ligowych i miał 5 asyst. W sezonie 2021/2022 zagrał 15 spotkań, miał gola i asystę. W sezonie 2022/2023 zagrał 10 meczów.

### Maghreb Fez
27 lipca 2023 roku został zawodnikiem Maghrebu Fez. W tym klubie debiut zaliczył 25 sierpnia 2023 roku w meczu przeciwko Moghrebowi Tétouan (wygrana 2:1). Na boisku pojawił się w 89. minucie, zastąpił Omara Namsaouiego. Pierwszą asystę zaliczył 25 września 2023 roku w meczu przeciwko Renaissance Zemamra (1:1). Asystował przy bramce Mustaphy Sahda w 51. minucie. W sumie w zespole z Fezu zagrał w 22 ligowych meczach, w których miał 4 asysty.

### Wydad Casablanca
4 sierpnia 2024 roku przeszedł do Wydadu Casablanca. Zadebiutował tam 30 sierpnia 2024 roku w meczu przeciwko Maghrebowi Fez (porażka 0:1). Zagrał cały mecz. W sumie (stan na 25 grudnia 2024 roku) zagrał w Wydadzie 7 spotkań ligowych.

## Kariera reprezentacyjna

### Maroko U-20
W reprezentacji Maroka U-20 zagrał jedno spotkanie, które odbyło się 10 października 2017 roku, a rywalem była reprezentacja U-20 Włoch (porażka 0:4). Grał 30 minut, wszedł z ławki za Ismaela Benktiba.

### Maroko U-23
W reprezentacji Maroka U-23 Nassik zadebiutował 29 maja 2018 roku w meczu przeciwko reprezentacji Gambii (0:0). Zagrał całe spotkanie. Łącznie wystąpił w dwóch meczach tej kategorii wiekowej.